# Canal de Rugezi
El Canal de Rugezi (en inglés: Rugezi Channel, también escrito Estrecho de Rugezi) es un cuerpo de agua que separa la isla de Ukerewe de la costa oriental del Lago Victoria, al norte del territorio del país africano de Tanzania. Su anchura varía con el nivel del lago, actualmente es de unos 3,8 km.